# Giuseppe Aprile
Giuseppe Aprile, né le 28 octobre 1731 à Martina Franca et mort le 11 janvier 1813 dans la même ville, est un castrat et professeur de musique italien. Il est aussi connu comme « Sciroletto » ou « Scirolino » en l'honneur de son maître (un dérivé du nom de son professeur Gregorio Sciroli).

## Biographie
Aprile étudie les rudiments avec son père, qui remarquant ses dons, le fait opérer à onze ans, puis, vers ses dix-neuf ans, avec le compositeur et le professeur de chant, Gregorio Sciroli à Naples. Sciroli lui confie un rôle  l'année suivante, dans son « Il barone deluso » lors d'une représentation à Rome, pour ce qui constitue ses débuts peu précoces.
Il commence sa carrière de chanteur en 1753, au Teatro San Carlo de Naples dans Ifigenia in Aulide de Niccolò Jommelli. Débute alors une grande carrière, l'exécution dans des théâtres de premier plan, à travers l'Italie, l'Allemagne (Stuttgart ou il reste de 1762 à 1769) et même à Madrid se faisant le champion de Jommelli. Sa voix pourrait atteindre le mi5. Charles Burney l'entend à Naples et Mozart à Milan et Bologne, le dit « chanteur hors pair avec une belle voix ». 
Après avoir été nommé « primo musico della cappella reale », en succédant à Gaetano Caffarelli en 1783, il se retire de la scène en 1785 pour devenir professeur de chant à Naples. Domenico Cimarosa, l'irlandais Michael Kelly et Emma, Lady Hamilton sont parmi ses élèves. Il est l'auteur d'un livre de vulgarisation sur l'enseignement du chant, La méthode italienne de Chant, avec 36 Solfeggi (Londres, 1791 et traduit dans plusieurs langues).

## Rôles
- Euribate dans Ifigenia in Aulide de Niccolò Jommelli et Tommaso Traetta (Naples, 1752)
- Edelberto dans Ricimero re de' Goti de Baldassare Galuppi (Naples, 1753)
- Publio Cornelio Scipione dans Livia Claudia Vestale de Niccolò Conforto (Rome, 1755)
- Pompeo idansn Pompeo magno in Armenia de Francesco Saverio Garzia (Rome, 1755)
- Cesare dans Catone in Utica de Francesco Poncini (Parme, 1756)
- Giasone dans Issipile de Baldassare Galuppi (Parma, 1756)
- Demetrio dans un opéra anonyme, Antigono (Lucques, 1756)
- Timante dans Demofoonte d'Antonio Gaetano Pampani (Rome, 1757)
- Ezio dans Ezio de Tommaso Traetta (Rome, 1757)
- Aminta dans Il re pastore d'Antonio Mazzoni (Bologne, 1757)
- Linceo dans l'opéra anonyme, Ipermestra (Venice, 1757)
- Enea dans Didone abbandonata de Tommaso Traetta (Venice, 1757)
- Ciro dans Ciro riconosciuto de Niccolò Jommelli (Mantoue, 1758)
- Timante dans Demofoonte de Tommaso Traetta (Mantoue, 1758)
- Sesto dans La clemenza di Tito de Giuseppe Scarlatti (Venise, 1760)
- Cosrovio dans Gianguir de Vincenzo Ciampi (Venice, 1760)
- Castore dans I tindaridi de Tommaso Traetta (Parma, 1760)
- Alceste dans Demetrio de Baldassare Galuppi (Padoue, 1761)
- Tiridate in Zenobia de Giovanni Battista Pescetti (Padua, 1761)
- Megacle dans L'Olimpiade de Niccolò Jommelli (Stuttgart, 1761)
- Alceste dans Demetrio de Giuseppe Ponzo (Turin, 1762)
- Achille dans Ifigenia in Aulide de Ferdinando Bertoni (Turin, 1762)
- Enea dans Didone abbadonata de Niccolò Jommelli (Stuttgart, 1763)
- Timante dans Demofoonte de Niccolò Jommelli (Stuttgart, 1764)
- Motezuma dans Motezuma de Gian Francesco de Majo (Turin, 1765)
- Megacle dans L'Olimpiade de Johann Adolf Hasse (Turin, 1765)
- Aminta dans Il re pastore by Niccolò Piccinni (Naples, 1765)
- Euriso dans Creso de Antonio Sacchini (Naples, 1765)
- Teseo dans le pasticcio, Arianna e Teseo (Palerme, 1766)
- Gandarte dans Nicoraste d'Antonio Sacchini (Venise, 1769)
- Giulio Cesare dans Cesare in Egitto de Niccolò Piccinni (Milan, 1770)
- Enea dans Didone abbandonata d'Ignazio Celoniat (Milan, 1770)
- Rinaldo dans Armida abbandonata de Niccolò Jommelli (Naples, 1770 ; Florence, 1775)
- Demetrio dans Antigono de Pasquale Cafaro (Naples, 1770)
- Timante dans Demofoonte de Niccolò Jommelli (Naples, 1770)
- Eumene dans Eumene de Gian Francesco de Majo (Naples, 1771)
- Perseo dans Andromeda de Giuseppe Colla (Turin, 1772)
- Maometto dans Tamas Kouli-Kan nell'Indie de Gaetano Pugnani (Turin, 1772)
- Sesto in La clemenza di Tito de Pasquale Anfossi (Naples, 1772)
- Achille dans Achille in Sciro d'Antonio Amicone (Naples, 1772)
- Titano dans Cerere placata de Niccolò Jommelli (Naples, 1772)
- Linceo dans Ipermestra de Niccolò Piccinni (Naples, 1772)
- Teseo dans Arianna e Teseo de Giacomo Insanguine (Naples, 1773)
- Alceste in the pasticcio Demetrio (Florence, 1774)
- Maometto dans Tamas Kouli-Kan nell'Indie de Pietro Guglielmi (Florence, 1774)
- Vologeso dans Vologeso re de' Parti de Giovanni Marco Rutini (Florence, 1775)
- Marco Antonio dans Cleopatra de Carlo Monza (Turin, 1776)
- Sicotenal dans Sicotenal de Giovanni Marco Rutini (Turin, 1776)
- Telemaco dans Calipso de Bernardino Ottani (Turin, 1777)
- Gengis-Kan dans Gengis-Kan de Pasquale Anfossi (Turin, 1777)
- Euriso dans Creso re di Lidia de Giovanni Battista Borghi (Florence, 1777)
- Enea dans Enea nel Lazio de Antonio Burroni (Rome, 1778)
- Megacle dans L'Olimpiade de Pasquale Anfossi (Rome, Pérouse et Trévise, 1778)
- Arsace dans Medonte, re di Epiro de Giuseppe Sarti (Perugia, 1778 ; Florence, 1779)
- Cleomene dans Erifile de Francesco Bianchi (Florence, 1779)
- Selimo dans le pasticcio, Il Solimano (Florence, 1779)
- Tarsile dans La Calliroe de Josef Mysliveček (Pisa, 1779)
- Annio dans le pasticcio, Cajo Mario (Pisa, 1779)
- Annio dans Cajo Mario de Domenico Cimarosa (Rome, 1780)
- Tito dans Tito nelle Gallie de Pasquale Anfossi (Rome, 1780)